# Balkenkreuz

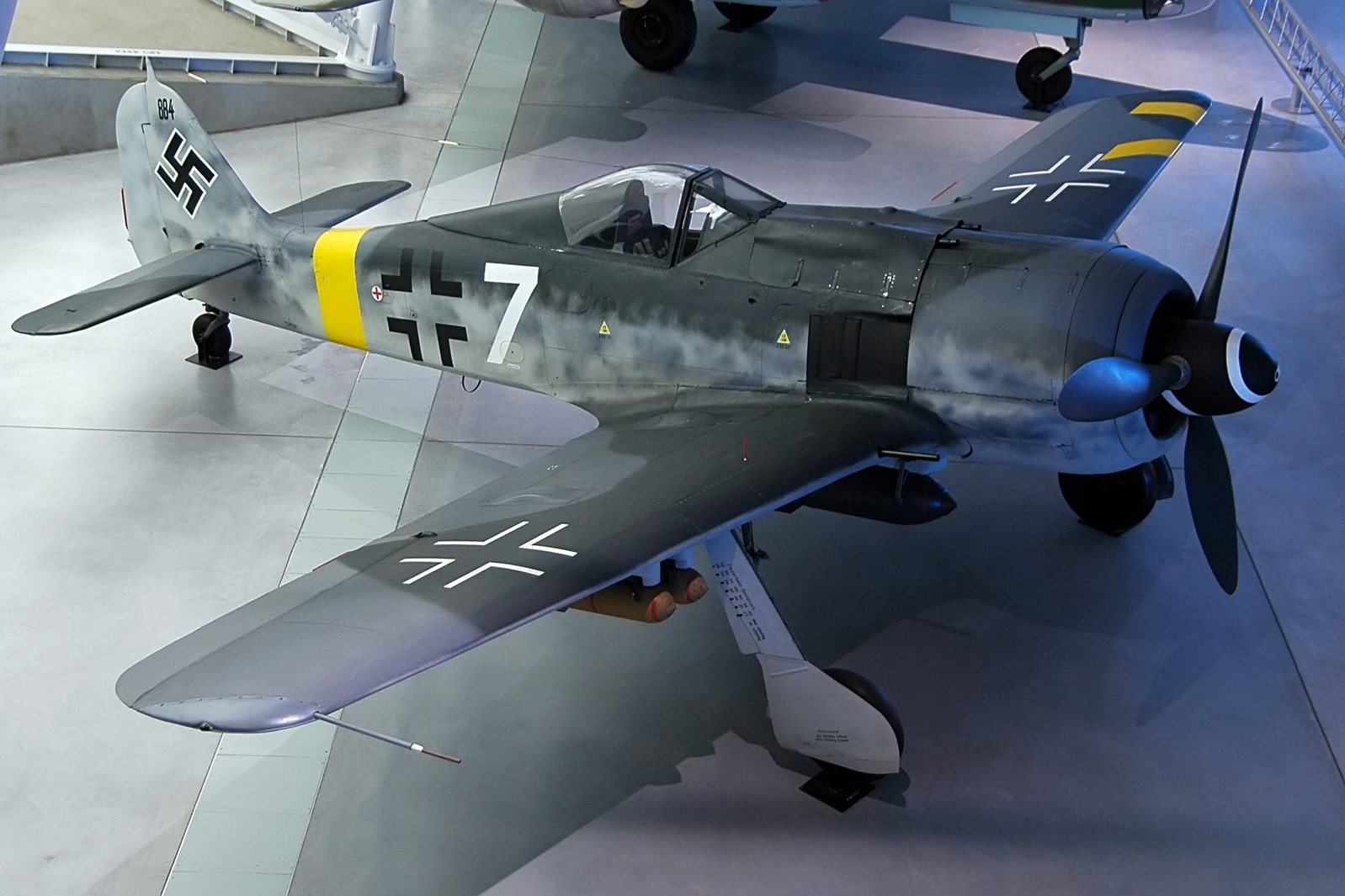
A Smithsonianban kiállított Fw 190F vadászgépen látható Balkenkreuzok

Az egyeneságú Balkenkreuz a második világháború alatt a Wehrmacht, és azon belül a Heer, Luftwaffe, Kriegsmarine jelképe. A mai Bundeswehr által használt vaskereszt a Balkenkreuz négy "szárnyát" örökli. A Balkenkreuzt gyakran tévesen „Balkán keresztnek” fordítják, de semmi köze a Balkánhoz. A legpontosabb fordítás a gerendakereszt vagy rúdkereszt lenne.

## Története
Először 1918. április közepén kezdte el használni a Luftstreitkräfte (első világháborúbeli német légierő), egy héttel Manfred von Richthofen, a Vörös Báró halála előtt, és innentől kezdve a világháború végéig használták, majd 1935-től (A Luftwaffe-nál) a második világháború végéig Európában. A Luftwaffe kétféle keresztet használt: egy olyat, ahol a "szárnyak" keskenyebbek – 1939. júliusáig ezt használták a repülőgépek egész felületén -, és egy olyat, ahol a "szárnyak" szélesebbek (25%-kal szélesebb), és azt a repülőgéptörzsön és a szárny alján használták.
A háború végére elterjedt módszer volt, hogy a központi fekete keresztet nem festették fel a repülőgépekre, a láthatóság csökkentése érdekében; fekete és fehér festékkel is festették fel csak a négy "szárnyat".

## Galéria
- Első világháborús Balkenkreuz
- A repülőgépszárnyakon látható Balkenkreuz
- A repülőgéptörzsön és szárny alján látható Balkenkreuz

## Fordítás
- Ez a szócikk részben vagy egészben  a   Balkenkreuz című angol Wikipédia-szócikk fordításán alapul.  Az eredeti cikk szerkesztőit annak laptörténete sorolja fel. Ez a jelzés csupán a megfogalmazás eredetét és a szerzői jogokat jelzi, nem szolgál a cikkben szereplő információk forrásmegjelöléseként.